# ホソバワダン
ホソバワダン（細葉海菜、Crepidiastrum lanceolatum）は、キク科の多年草である。近縁種のワダン C. platyphyllum より葉が細いことから命名された。日本に自生するニガナ（Ixeris dentata）とは同科別属になる。
分布は島根県・山口県の日本海側から沖縄、朝鮮半島南部・中国の海岸の岩場から山裾にかけて生育する。高さ約20～30cmで、地表面にロゼット状の葉を広げ、長さは20〜30cmに達する。長楕円形のものと羽状に深裂した葉の2形がある。基部から多くの茎を出し、太く木化する。花は10〜11月に、黄色の舌状花を約12個もつ頭花を散状に開く。2〜3.5cmほどの痩果になる（冠毛は3〜5mm）。
近縁種のアゼトウナ C. keiskeanum に酷似しているが、ホソバワダンは葉が茎の基部を抱くことから区別できる。種子から育てるのが一般的だが、葉が大きい食用のものは、挿し芽も利用される。
強い苦味を持ち、沖縄県では、葉をニガナ（ンジャナ）の名で食用としている。独特の苦味があるが、滋養豊富といわれる。アクがあるため、生で食べるときは塩水にさらしてあく抜きをする。油分で和えると苦味が抑えられ、豆腐との白和えがよく知られている。風邪で熱があるときはタイユ（鮒）と一緒に煮込み、煎じ薬として食べる（ターイユシンジー）。沖縄民謡の童歌ウーマクーカマデーの4番と5番では、ンジャナバーとタイユが歌詞として出てくる。

## ギャラリー

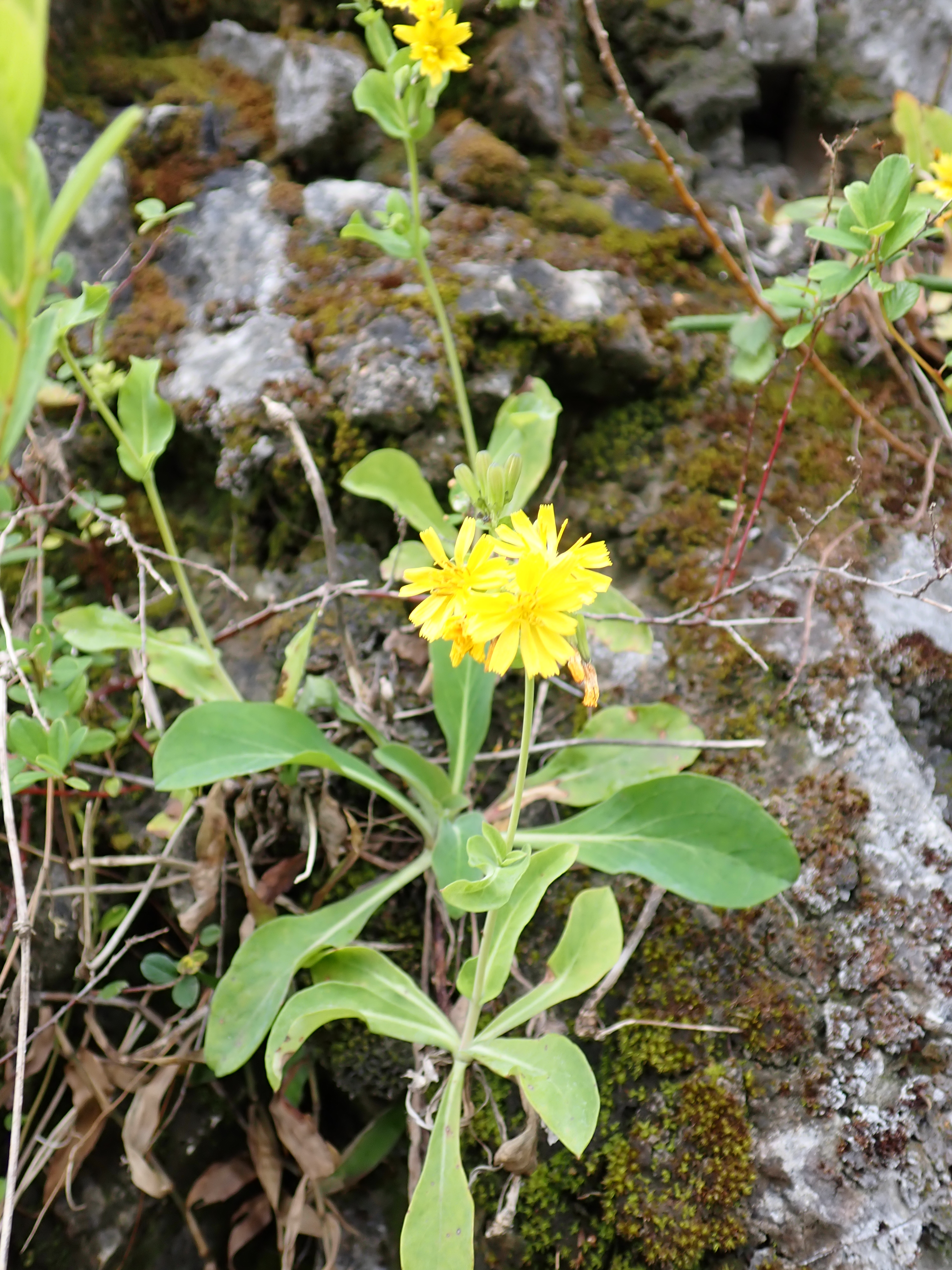
花 （2025年1月 沖縄県本部町）
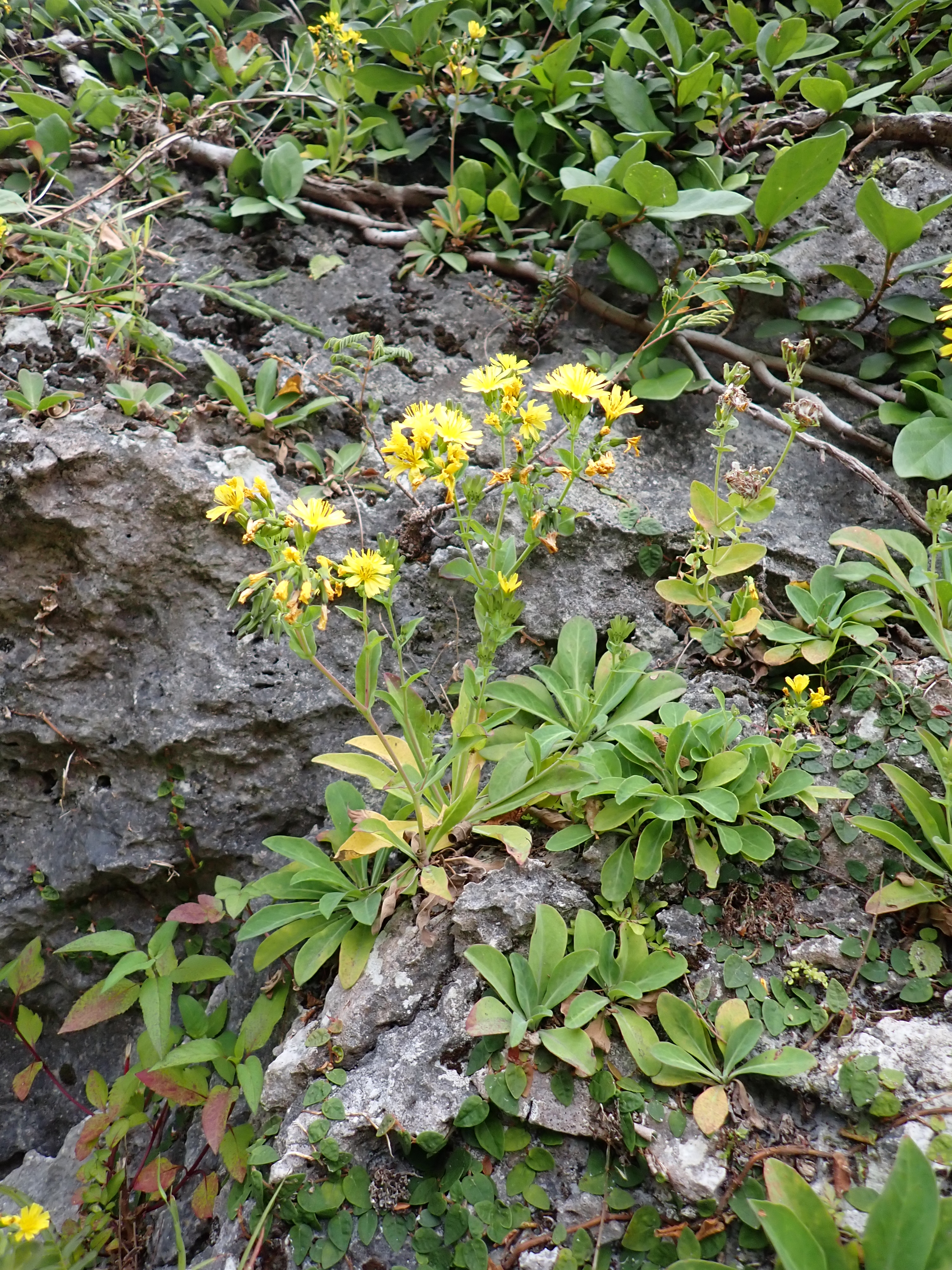
石灰岩上に生えるホソバワダン （2025年1月 沖縄県浦添市 浦添城跡）
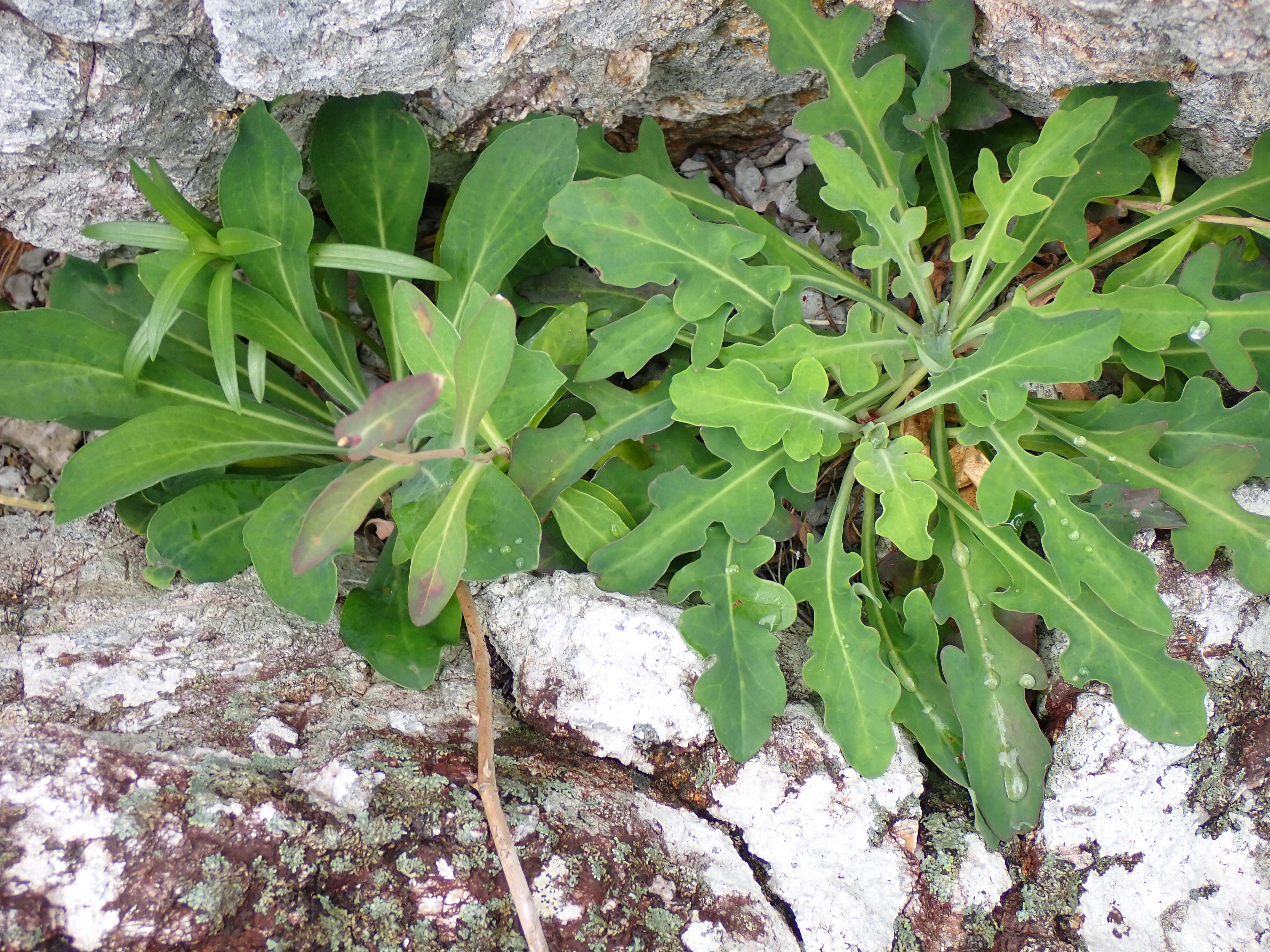
長楕円形の葉（左）と羽状裂葉（右） （2025年2月 沖縄県伊是名村）